# 第7版 (マジック:ザ・ギャザリング)
第7版（7th Edition）はマジック:ザ・ギャザリングのカードセット。2001年4月2日にアメリカで発売された。全350種類（絵違い含む）。略記は7E、7ED。
すべてのカード絵柄が変更された。

## 代表カード
- セラの天使など。